# Bombarda (arma)

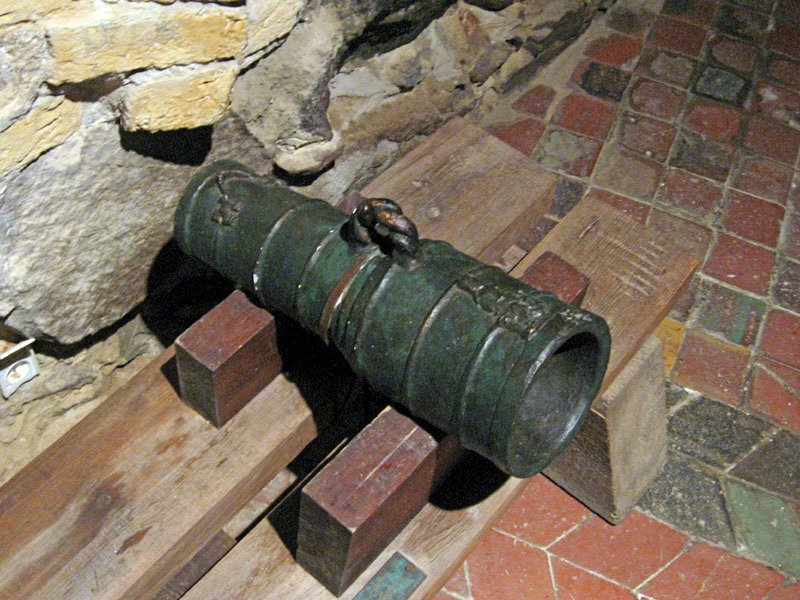
Bombarda.

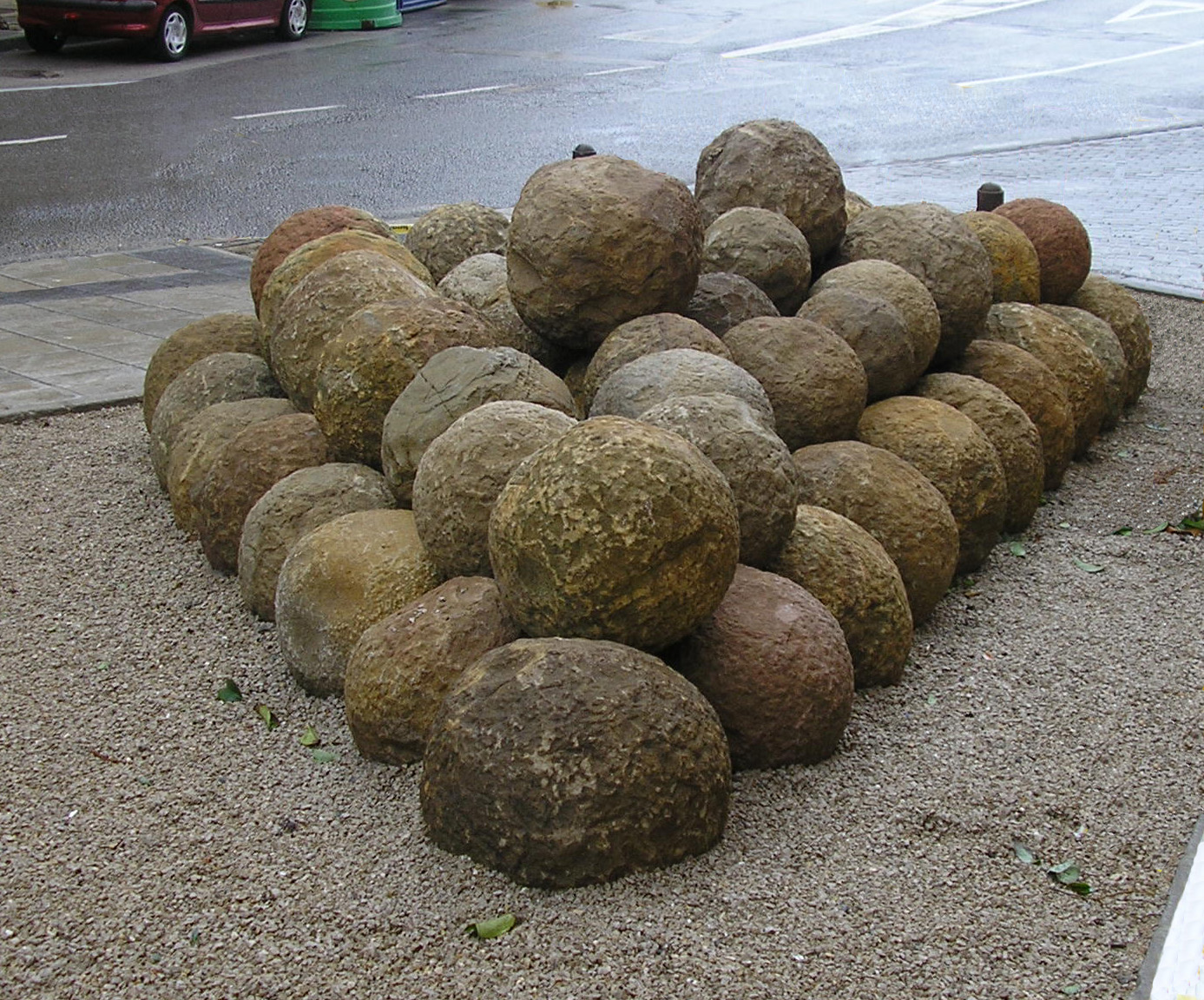
Bolaños usados como munición de las bombardas en el sitio de Algeciras de 1342.

La bombarda o lombarda, considerada actualmente como el arma de fuego portátil más antigua de todas, era una pieza de artillería muy primitiva que acabaría siendo precursora del cañón.
Las bombardas se construían de duelas y aros de hierro forjado. Estaban compuestas de caña y recámara postiza, que se unían entre sí con tosco afuste por medio de cuerdas. Eran de longitud de ánima muy corta y disparaban como proyectil una esfera de piedra toscamente labrada.
Pronto, sin embargo, se hicieron de ánima más larga y, al acabar el siglo XIV, se efectuó un importante progreso al comenzar a sustituirse la esfera de piedra o bolaño por la de hierro colado, lo cual permitió disminuir el calibre. A finales del siglo XV se puede distinguir ya la bombarda trabuquera, de la que nació el mortero o pedrero; el pasavolante, pieza de ánima más larga y de menor calibre que la bombardera ordinaria; la cerbatana y el falconete. Otro progreso de esta época fue la construcción de piezas de ánima seguida, que se llamaron cañones.

## Documentación
Existen varios manuscritos ilustrados acerca de la disposición de este tipo de arma: 
- Walter de Milemete (1326), capellán de Eduardo III de Inglaterra, escribió un texto denominado "De Secretis Secretorum" que se supone es una descripción de Aristóteles y en él se encuentra un cañón en forma de jarrón colocado sobre un soporte de madera de cuatro patas.
- El segundo es "De Nobilitatibus, Sapientiis et Prudentiis Regun", en el que aparece la bombarda con la misma forma y muestra una flecha en su interior, es de menor tamaño que el anterior y se presenta dispuesta sobre un caballete.

En las ilustraciones de ambos documentos aparece representado un precavido soldado que aproxima al fogón un trozo de yesca o mecha atada al extremo de un palo largo.